# Claire Wilhelm
Pour les articles homonymes, voir Wilhelm.
Claire Wilhelm, est une chercheuse en biophysique et nanotechnologie et directrice de recherche française. Elle dirige ses recherches au Laboratoire Physico-Chimie Curie. En 2022, elle reçoit la médaille d'argent du CNRS.

## Biographie
En 2002, Claire Wilhelm soutient sa thèse de doctorat en physique à l'Université Paris-Diderot sous la direction de Jean-Claude Bacri. Elle entre au CNRS en 2003. En 2022, elle reçoit la médaille d'argent du CNRS. Ses travaux de recherche portent sur les applications biomédicales des nanotechnologies et du magnétisme. 

## Distinctions et récompenses
- 2022 : Médaille d'argent du CNRS[3]
- 2021 : Bourse Proof of Concept du Conseil européen de la recherche pour le projet A companion magnetic sensor for in operando detection of magnetic biosynthesis in cancer and neurodegenerative models[4]
- 2019 : Bourse Consolidator Grant du Conseil européen de la recherche pour le projet NanoBioMade[5]
- 2014 : Prix Louis-Ancel de la Société française de physique[2]
- 2011 : Médaille de bronze du CNRS[2]